# Stereosphaeria
Stereosphaeria är ett släkte av svampar. Enligt Catalogue of Life ingår Stereosphaeria i familjen Clypeosphaeriaceae, ordningen kolkärnsvampar, klassen Sordariomycetes, divisionen sporsäcksvampar och riket svampar, men enligt Dyntaxa är tillhörigheten istället familjen kolkärnsvampar, ordningen kolkärnsvampar, klassen Sordariomycetes, divisionen sporsäcksvampar och riket svampar.
|                | Apiorhynchostoma                             |
|                |                                              |
|                | Clypeosphaeria                               |
|                |                                              |
| Stereosphaeria | \| \| Stereosphaeria phloeophila \| \| \| \| |
|                | \| \| Stereosphaeria phloeophila \| \| \| \| |
|                | Curvatispora                                 |
|                |                                              |
|                | Ommatomyces                                  |
|                |                                              |
|                | Brunneiapiospora                             |
|                |                                              |
|                | Apioclypea                                   |
|                |                                              |
|                | Clypeophysalospora                           |
|                |                                              |
|                | Stereosphaeria phloeophila                   |
|                |                                              |

|  | Stereosphaeria phloeophila |
|  |                            |